# Église Saint-Aubin de Villers-sous-Ailly
L'église Saint-Aubin de Villers-sous-Ailly est une église paroissiale située sur le territoire de la commune de Villers-sous-Ailly, dans le département de la Somme, à l'est d'Abbeville.

## Historique
Décidée en 1708, la construction de l’église Saint-Aubin fut laborieuse, elle ne fut terminée qu'en 1740. En 1775, de nombreuses malfaçons étant constatées, le conseil de fabrique décida la reconstruction totale de la nef qui fut achevée en 1779. Le seigneur du village, François Vaillant de Villers, fit reconstruire le chœur, en 1787, les travaux de l'église étaient enfin terminés.

## Caractéristiques
L'église de Villers-sous-Ailly est construite en pierre, elle se compose d'une nef et d'un chœur de style néo-classique du XVIIIe siècle. Un clocher-porche surmonté d'un toit en flèche recouvert d'ardoises donne accès à l'édifice. Il conserve une cloche en bronze fondu du troisième quart du XVIe siècle (1562), classée monument historique au titre d'objet.
L'édifice arbore deux cadrans solaires : un sur le clocher et l'autre sur la façade sud.

Extérieur
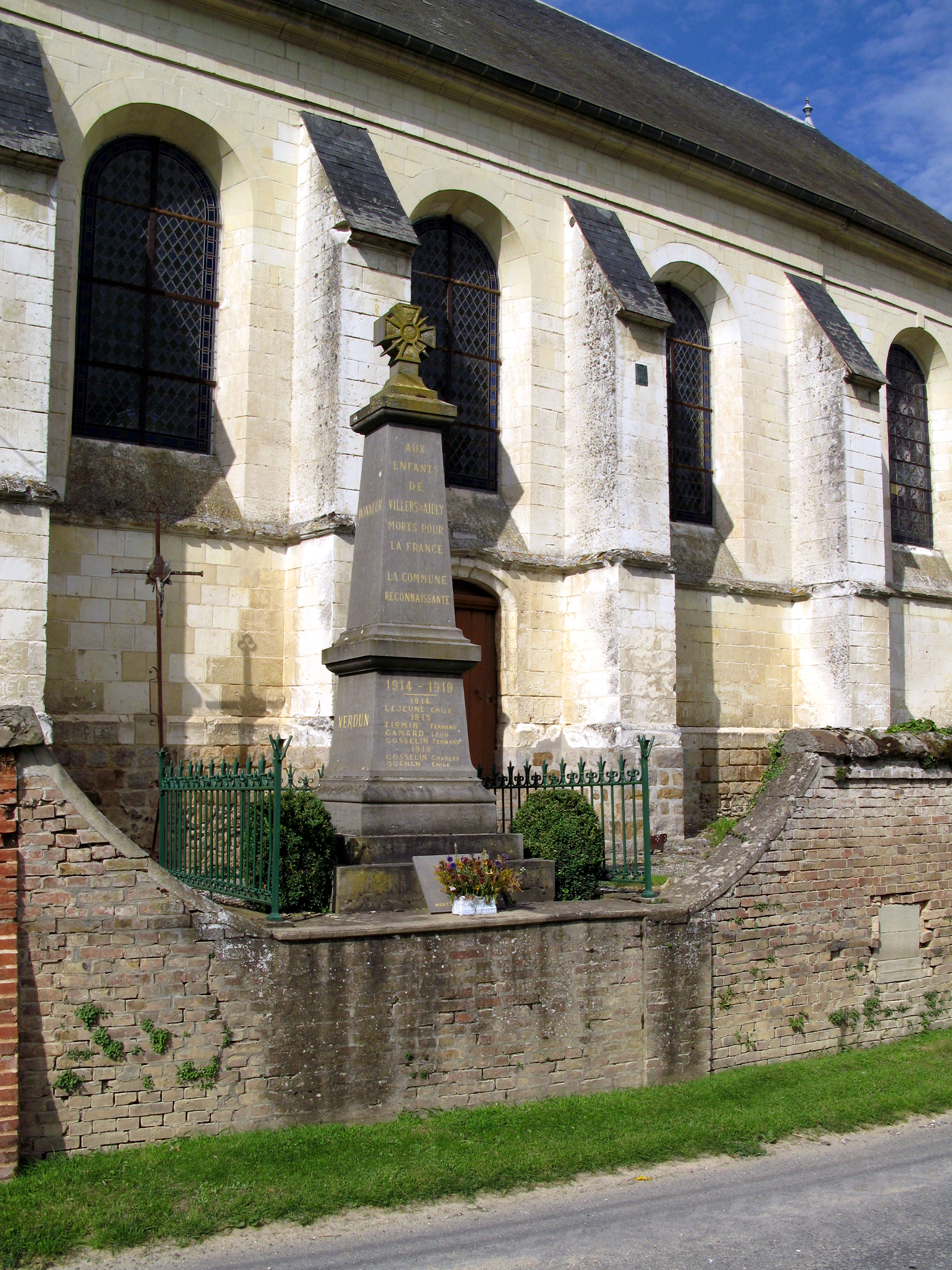
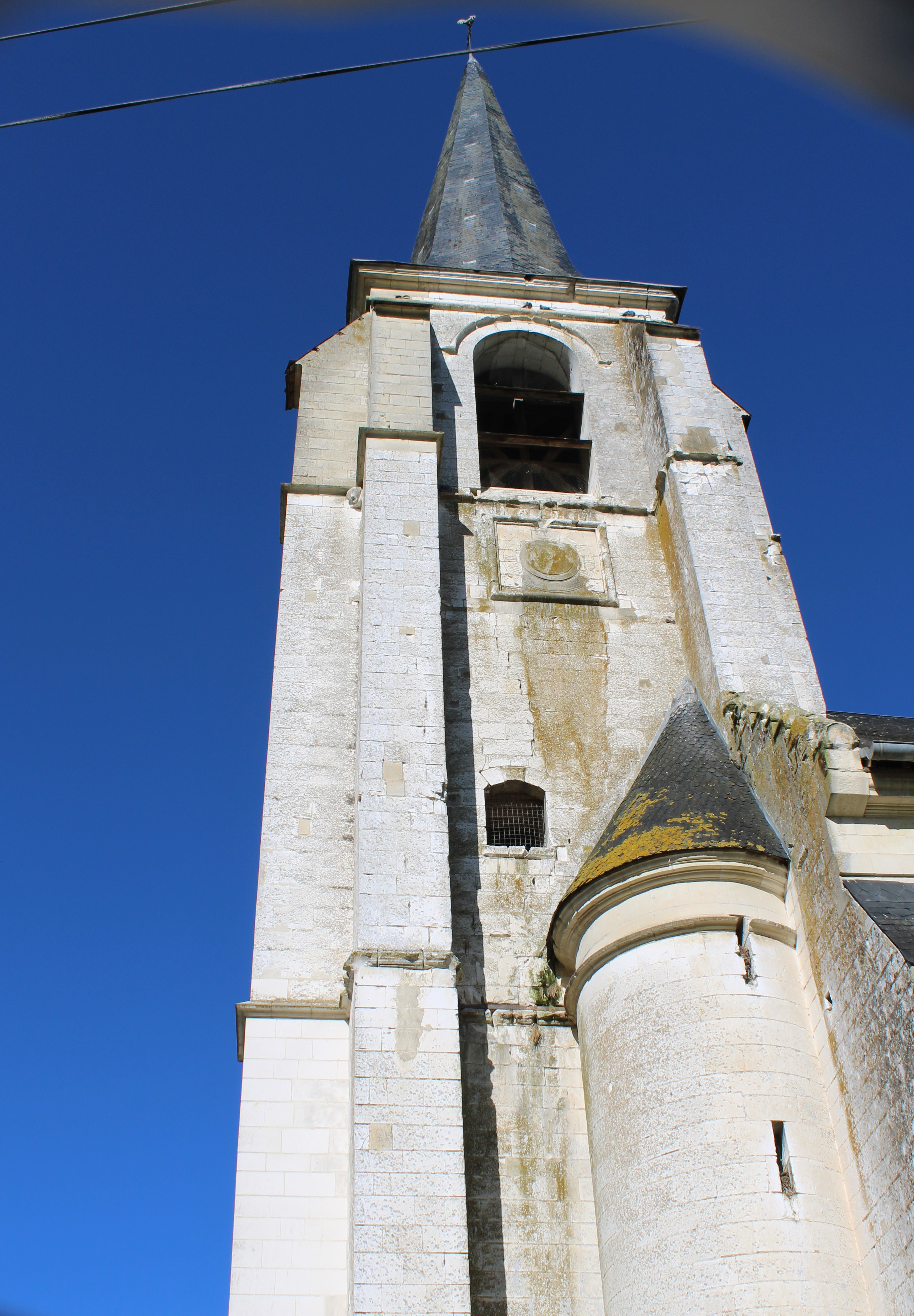

Intérieur
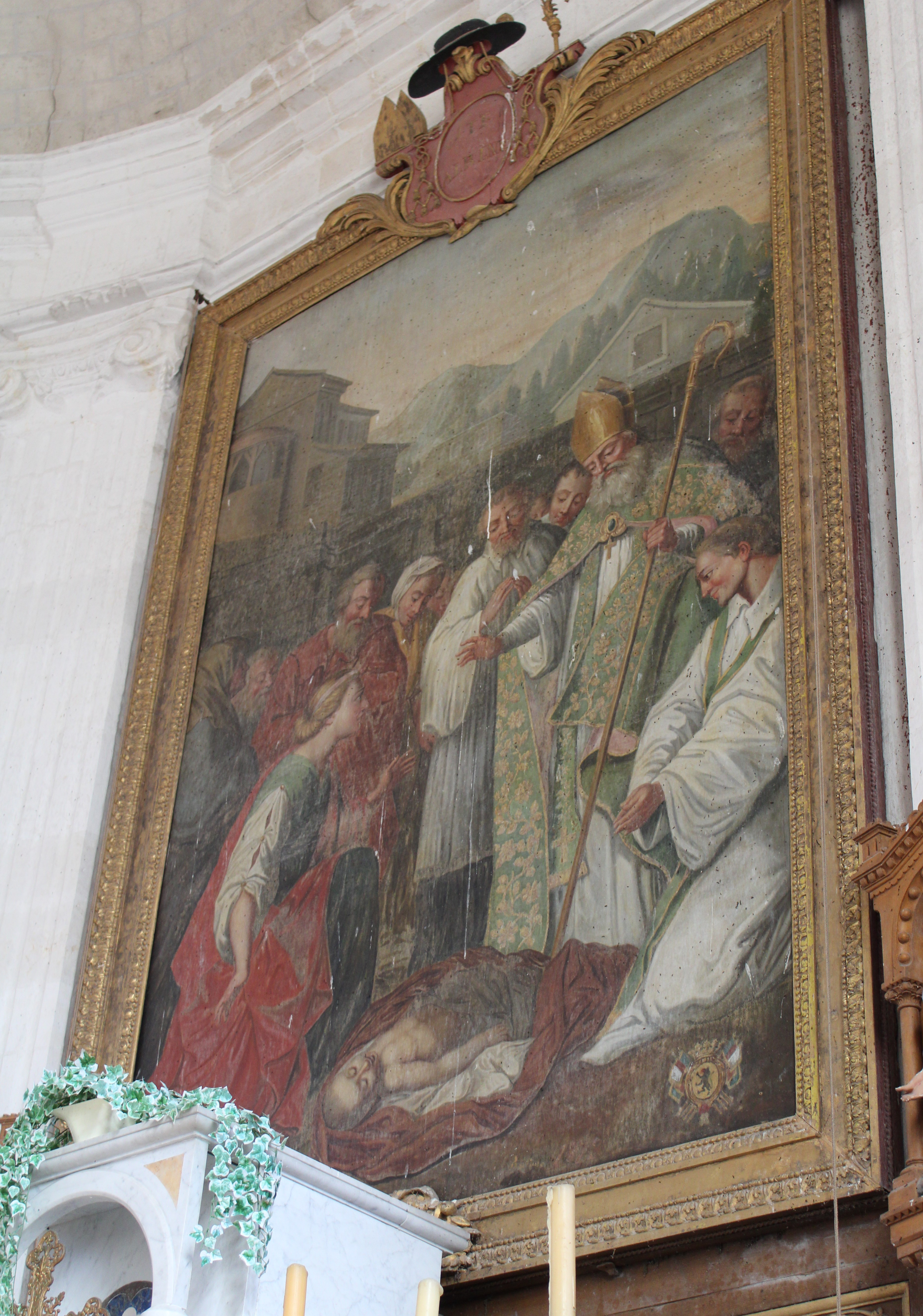
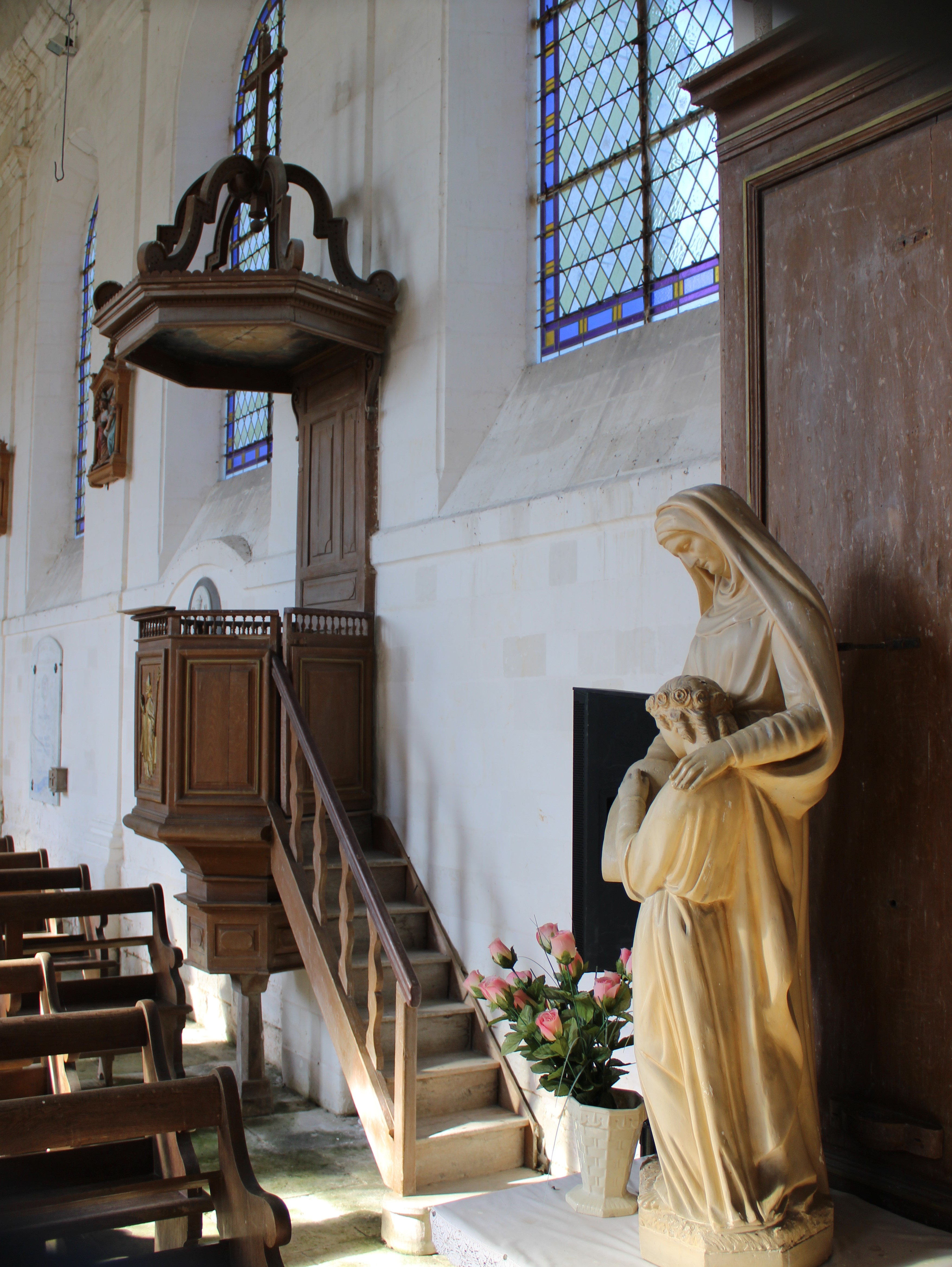
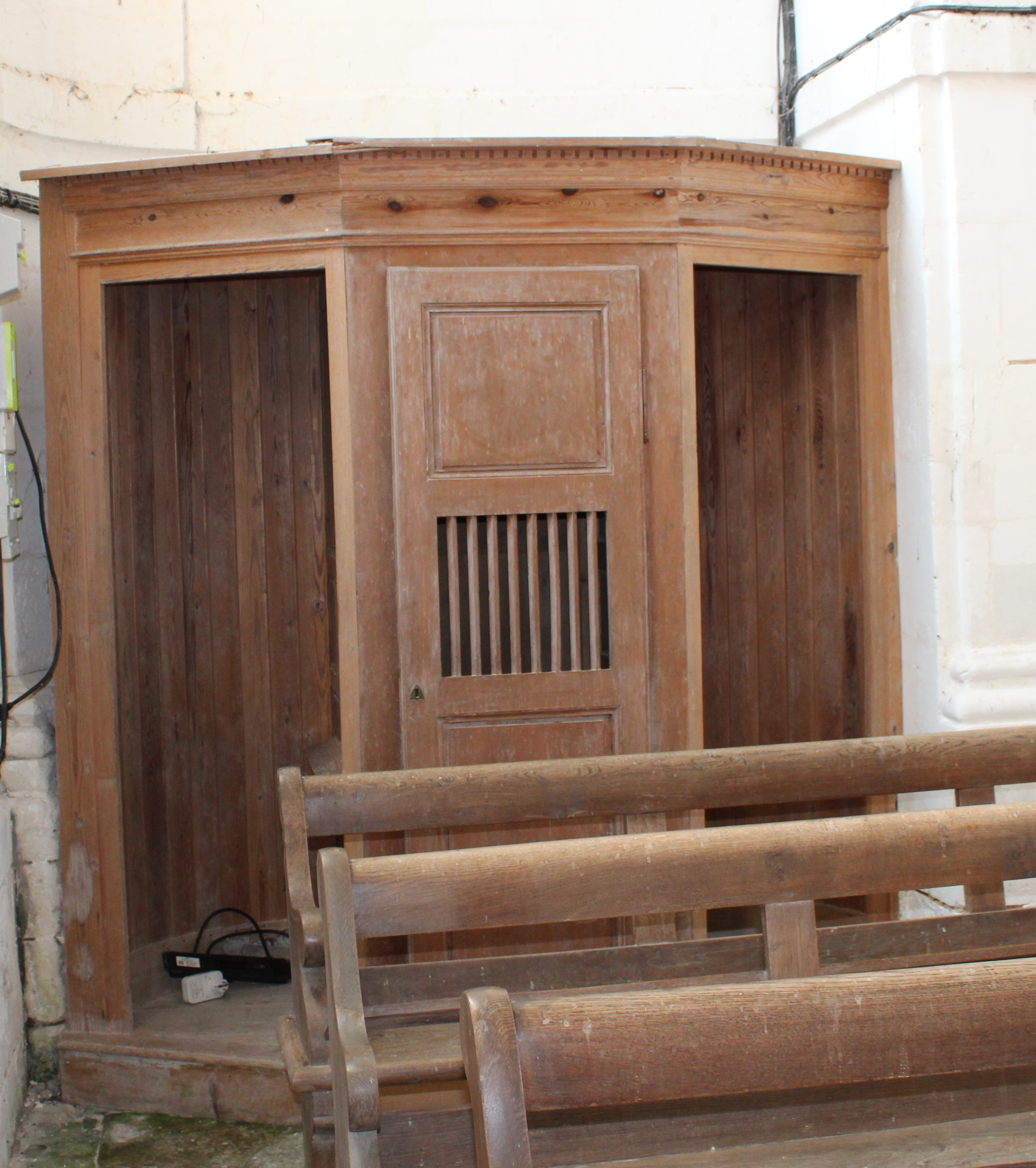
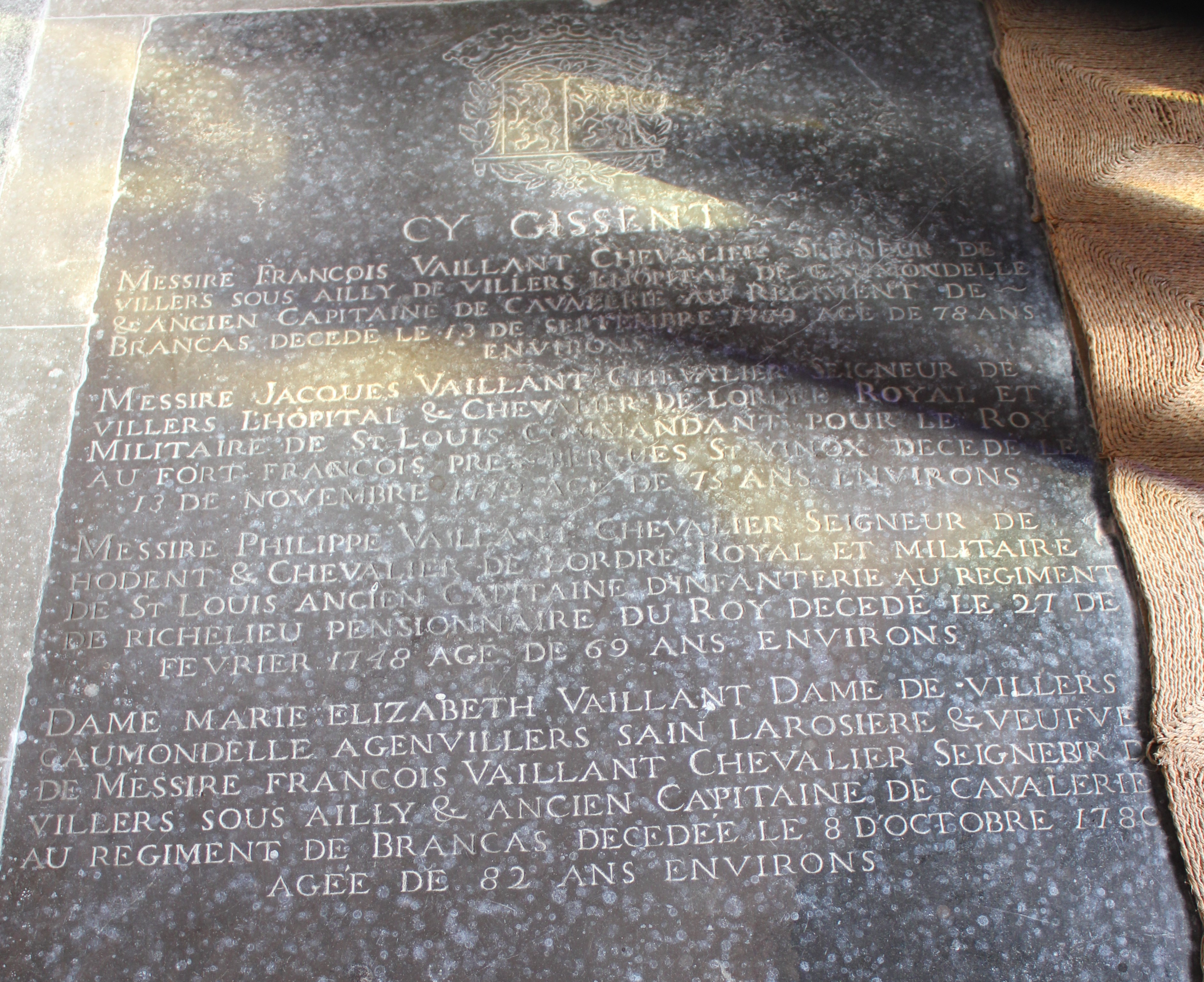
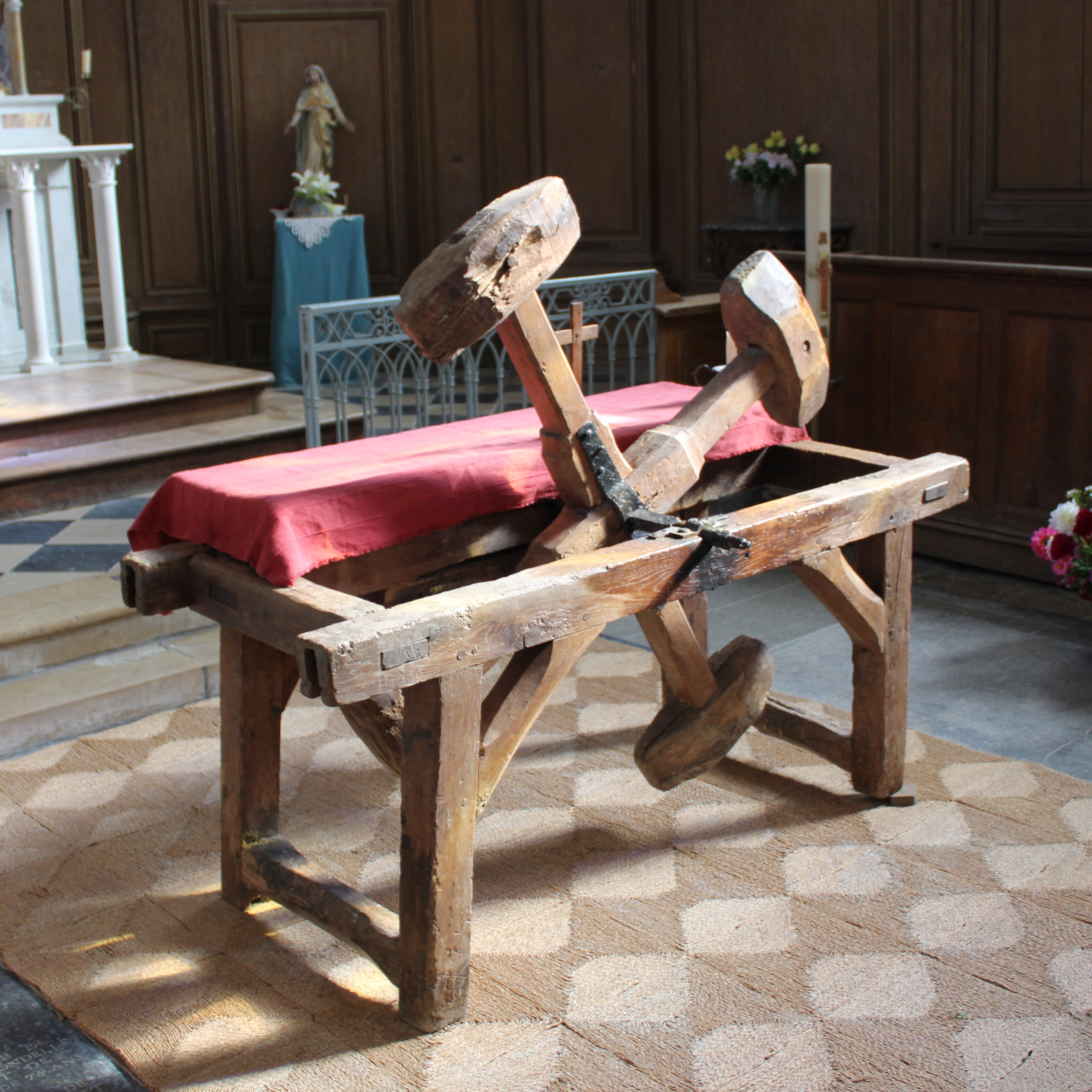
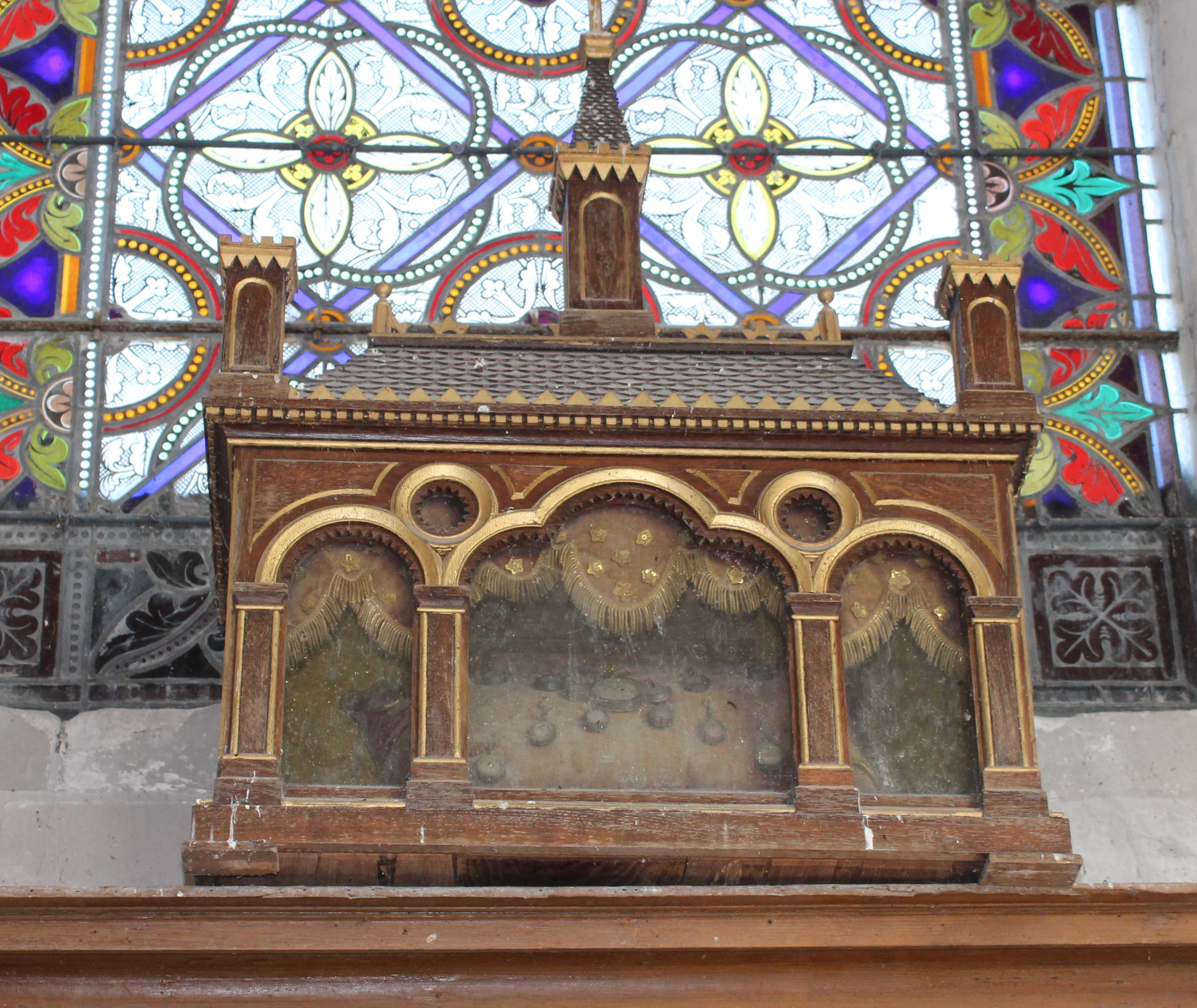
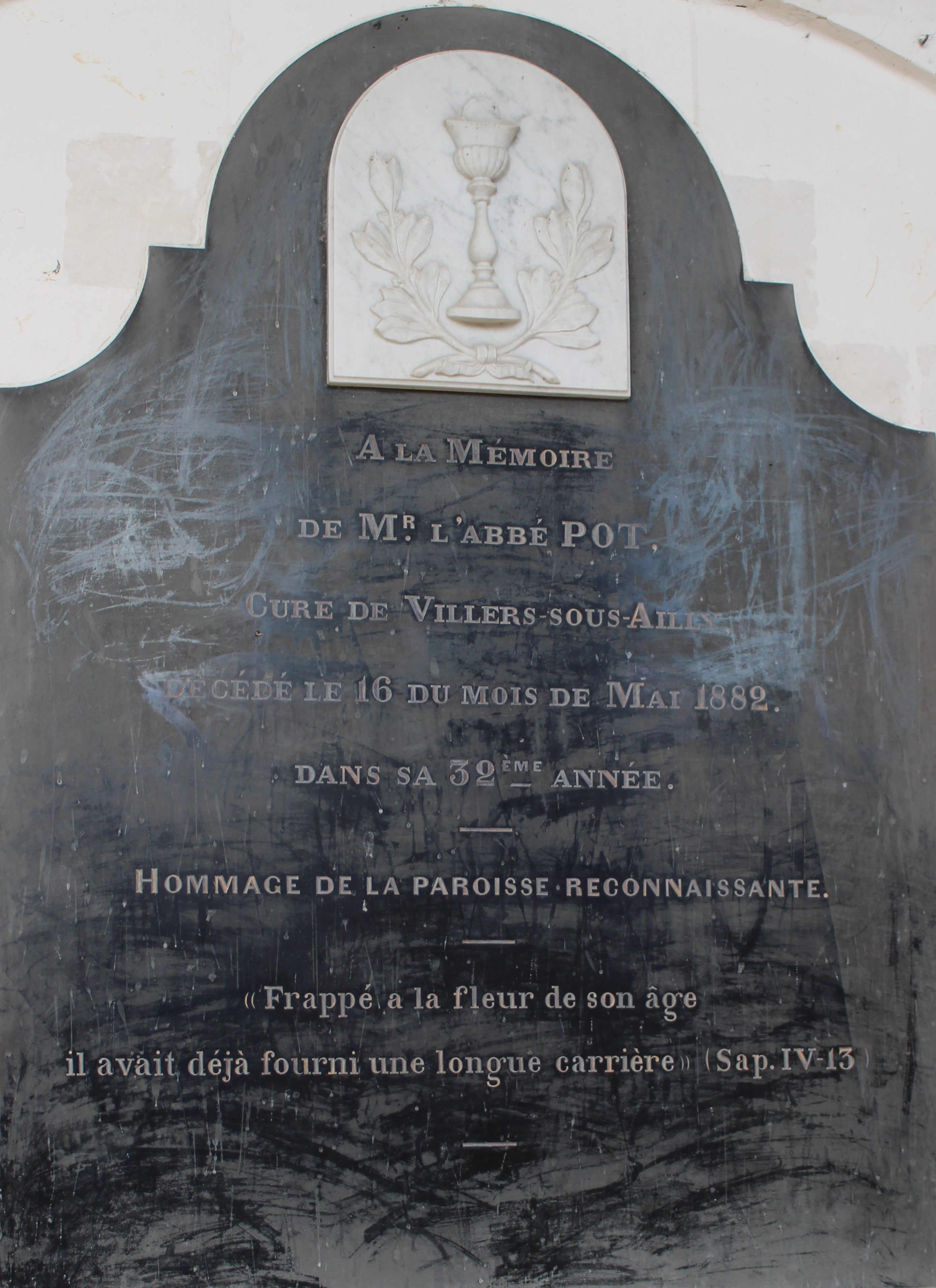
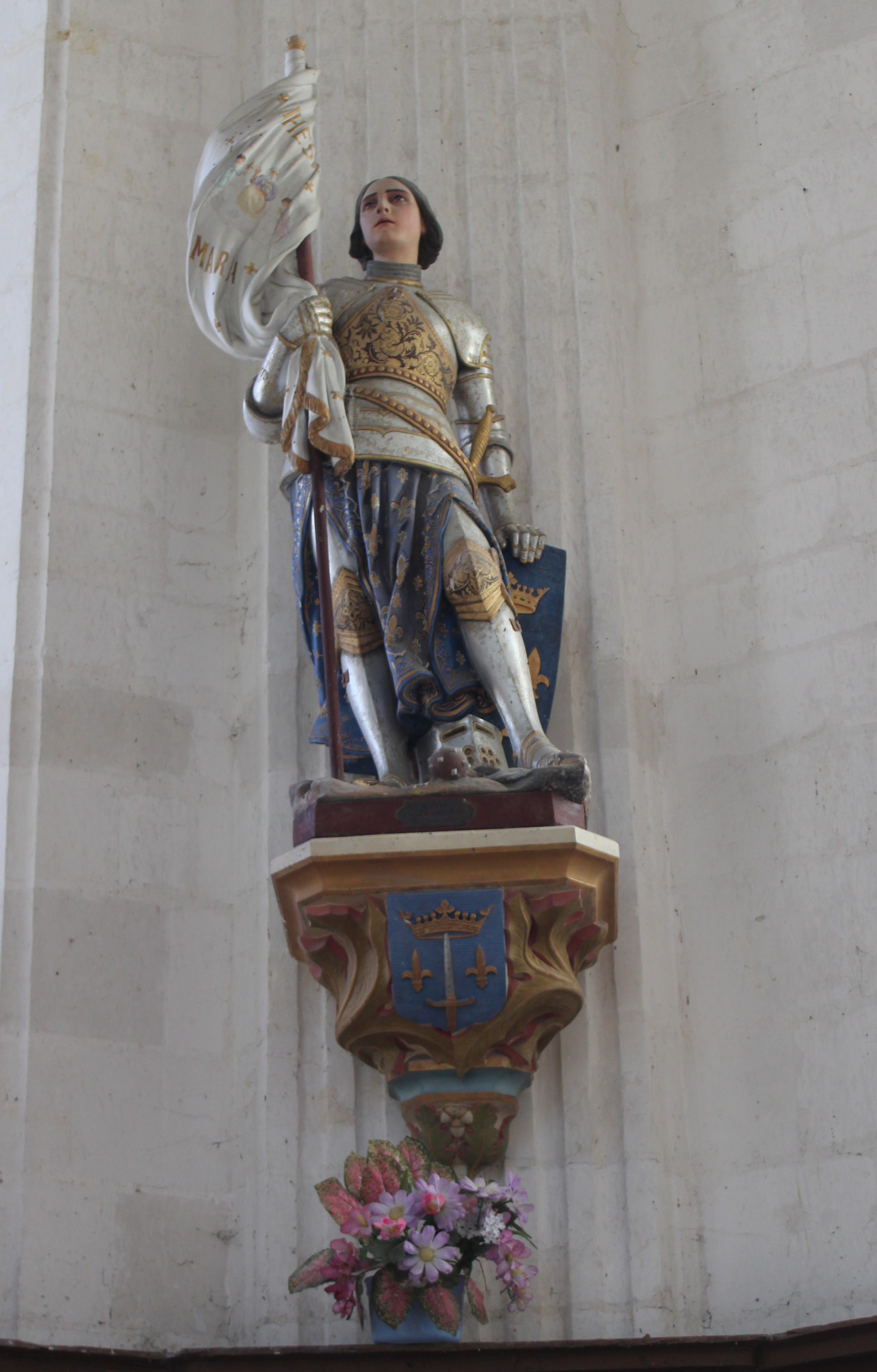
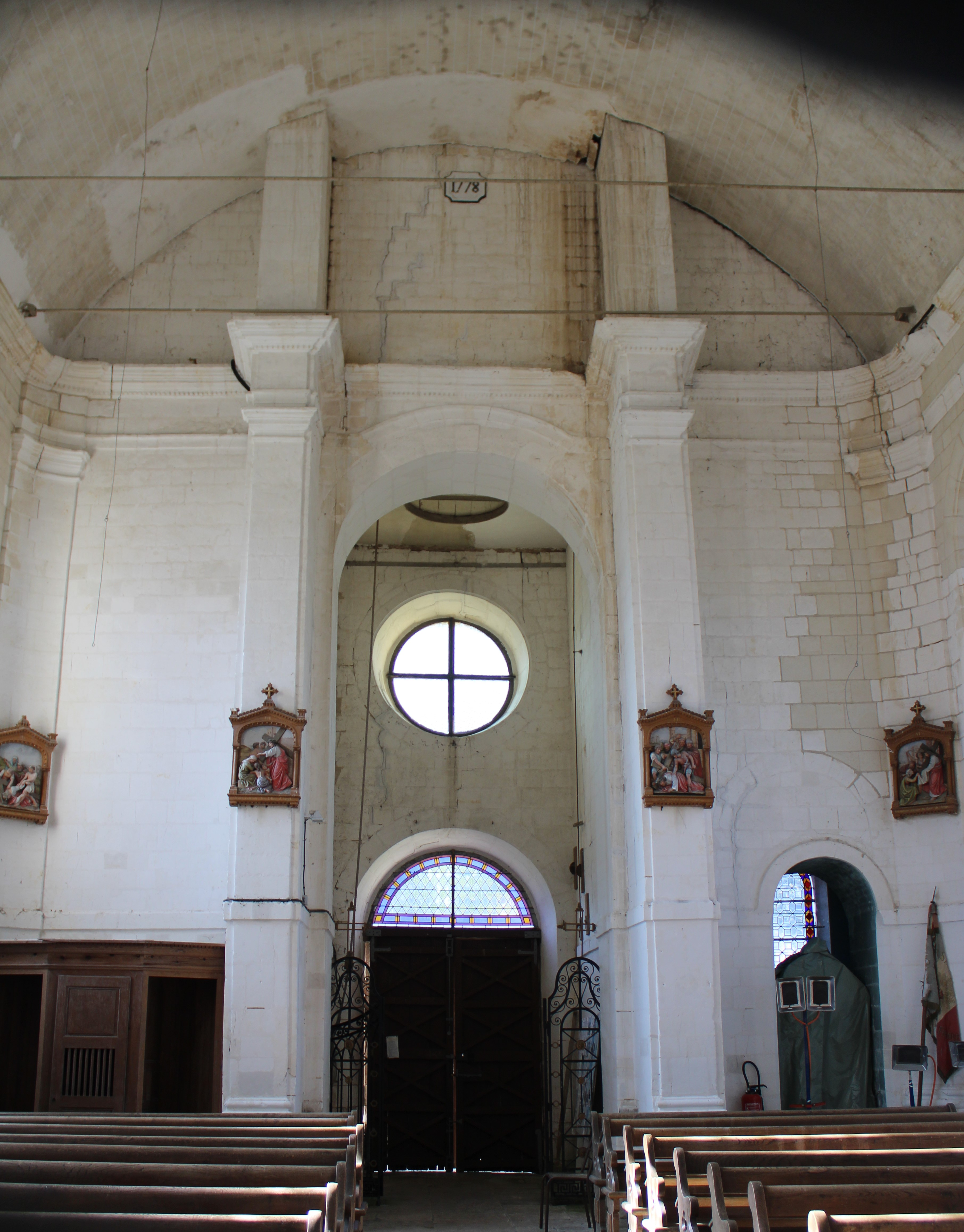